# Andreea Marin
Andreea Violeta Marin (n. 22 decembrie 1974, Roman) este o jurnalistă și prezentatoare de televiziune din România, moderatoare a emisiunii Surprize, surprize difuzată de canalul TVR 1 din 1999 până în 2007 (8 sezoane). A fost jurat în emisiunea Uite cine dansează!, difuzată de postul de televiziune Pro TV. Din octombrie 2020, este coproducătoare și realizatoare a emisiunii Nu există nu se poate!, difuzată de postul de televiziune TVR 2.

## Biografie
Andreea Violeta Marin s-a născut pe 22 decembrie 1974 în Roman. Este fiica lui Dan și a Violetei Marin. Are o soră, Cristina, și un frate vitreg, Ionuț, ambii mai mici decât ea. În 1984, la vârsta de nouă ani, Andreea și-a pierdut mama într-un accident rutier.
Liceul l-a urmat în Roman, la "Colegiul Național Roman-Vodă". A urmat cursurile Facultății de Informatică din cadrul Universitatea „Alexandru Ioan Cuza” din Iași. 
În 1995, pe când avea 21 de ani, s-a căsătorit cu Cristian Gheorghiță, care în prezent este director de marketing la Prima TV. Cei doi au divorțat în anul 2000.
În 2002, a avut o relație cu Cosmin Corendea. În 2002 a fost fotografiat în pat cu Cosmin Corendea. Relația s-a încheiat la scurt timp după aceea. Publicarea fotografiilor a declanșat un scandal de presă fără precedent în România și a făcut subiectul unui proces extrem de mediatizat. În final, publicația a fost obligată de instanță să-i achite Marin suma de 100 de milioane de lei vechi, cu titlu de daune morale.
În ianuarie 2006 Andreea s-a recăsătorit, cu Ștefan Bănică Junior, iar pe 15 decembrie 2007 a născut-o pe Ana Violeta, primul lor copil. După 7 ani de căsnicie, cuplul și-a anunțat divorțul pe rețeaua de socializare Facebook.
Pe 22 decembrie 2013, în ziua în care a împlinit 39 de ani, Andreea s-a căsătorit civil cu Tuncay Öztürk, un medic turc, fizioterapeut și osteopat, care este și preparator fizic al lotului național de gimnastică feminină al României.

### Cariera
Este director de comunicare pentru Prime Time World Broadcast, companie internațională de producție TV din Madrid, care realizează programe în prime time pentru Societatea Națională Română de Televiziune (TVR1) și postul privat Antena 1, ambele posturi deținând majoritatea audienței pe segmentul vizat.
A fost maestru de ceremonii a patru principale festivaluri internaționale din România: Eurovision, Mamaia, Cerbul de Aur, Gala Națională a Sportului, gazdă și director de program al emisiunii „Surprize, Surprize”, realizată în prime time pe segment social/divertisment transmisă sâmbătă seara (3 ore în direct), cel mai urmărit spectacol de televiziune în România, nouă ani la rând.
Moderator/director de program al emisiunii „Prețuiește viața”, care a fost difuzată în fiecare duminică seara la TVR 1 (20 octombrie 2013 cu pauză în anii 2014 și 2015 și revenind din 27 martie 2016 până în septembrie 2016). Acum emisiunea este transmisă de postul de radio Itsy Bitsy
Este purtător de cuvânt și imagine Garnier - L'Oreal, Cartier (bijuterii și accesorii), Procter & Gamble – Head & Shoulders.
A fost timp de trei ani editor și prezentator al principalului jurnal de știri din România, la TVR.
Are 16 ani de experiență ca reporter, producător și moderator la Televiziunea Națională Română, începând ca moderator la TVR Iași, la vârsta de 19 ani.
Timp de doi ani consecutiv a fost reporter special al TVR la ceremonia acordării premiilor Academiei Americane de film Oscar, Los Angeles (1998/1999).
Realizator al emisiunii radio “Zâmbește, cineva te iubește” - 2 ore live. Invitați: personalități de prim rang din diverse domenii, axată pe reality, probleme sociale, muzică, umor, evenimente.
Începând cu anul 2008 este director editorial al Revistei „Business Woman Magazine”.
Este președinte fondator al Fundației „Prețuiește Viața” care derulează campanii umanitare, pe teme de sănătate, educație și un jurnalism de calitate.
Autor și coordonator al cărții „Prețuieste Viața", primul volum din colecția „Albumele Andreei”, un volum inspirațional, al cărui profit este donat cauzei umanitare a mamelor care suferă de cancer.
Andreea Marin a lansat, împreună cu designerul Irina Schrotter, pe 1 decembrie 2009, brandul "Violet by Andreea Marin", o linie de îmbrăcăminte pentru bebeluși, care cuprinde body-ul extensibil și hăinuțe pentru botez.
În aprilie 2010, a câștigat medalia de aur la Salonul Internațional de Invenții de la Geneva pentru body-ul extensibil pentru copii pe care l-a inventat.
Este manager al Proiectului Școala Mamelor („MOM UP - Rețea de Centre Pilot de Consiliere a Mamelor aflate în situații dificile de viață”), parte din proiectul național inițiat prin Fundația Prețuiește Viața (președinte Andreea Öztürk), care oferă răspunsuri gratuite la problemele mamelor și ale famililor lor din partea unor specialiști (medici, juriști, psihologi, experți în comunicare și formare profesională etc.).
Este prima jurnalistă din România care a escaladat vârful Kilimanjaro, „Acoperișul Africii”, și coproducător al documentarului „Kilimanjaro 2001” realizat pentru TVR, care a obținut cea mai mare audiență la 1 decembrie 2001.
A fost director de program și gazdă a emisiunii tradiționale „Cei mai iubiți”, prin intermediul căreia Televiziunea Națională oferă trofee pentru următoarele categorii: sport, teatru & film, muzică, umor, radio, televiziune, presă scrisă, afaceri și modă. Premiile au fost oferite în baza rezultatelor unui sondaj național realizat de un prestigios institut de sondare a opiniei publice.
A fost câștigătoarea trofeului „Cea mai iubită vedetă feminină de televiziune”, în ediția din 2002 a spectacolului „Cei mai iubiți”.

## Documentare
1. Producător și gazdă a documentarului „Andreea Marin la Hollywood” (12 episoade);
2. Producător al documentarului „Thailanda – Academia de Turism”, premiat la „Târgul de Carte Gaudeamus” cu Premiul CD Press, 2004;
3. Producător al documentarului „Cuba secretă” 2004 , transmis de TVR1 pe 27 decembrie în prime time;
4. Co-producător al documentarului „812 - Șoimii Carpaților” - realizat în Irak 2005;
5. Căpitan al aeronavei National Geographic Channel, prezentând, în premieră în România, episoadele seriei de documentare „Dezastre în Aer”.
6. Producător și gazdă a documentarului „Niger – o experiență pentru o viață".
7. Producător și gazdă a documentarului realizat în Africa Centrală în cadrul Campaniei Pampers-UNICEF.
8. Producător al documentarului realizat în Cote d'Ivoire în cadrul campaniei mondiale Pampers - UNICEF ofertat și pentru difuzare internațională – ianuarie 2009.
9. Producător și gazdă a reclamelor cu și despre icre Nero2000

## Premii
1. Titlul „Cea mai sexy româncă”, din partea revistei TV MANIA, în 2001;
2. Premiată la Ceremonia „Femeia Anului” 2004: „Premiul pentru popularitate”, „Cea mai bună prezentatoare TV”, Premiul pentru Feminitate și Suflet Caritabil”;
3. Globul de Cristal pentru Eleganță, oferit de Revista Beau Monde în 2004;
4. Globul de Cristal pentru „Cea mai sexy româncă”, oferit de Revista Beau Monde în 2005;
5. În urma sondajului realizat de revista pentru bărbați FHM, a fost desemnată „Cea mai sexy româncă” doi ani la rând;
6. În 2005, emisiunea „Surprize, surprize” a câștigat pentru a șasea oară premiul „Cea mai bună emisiune pentru oameni obișnuiți”, oferit de TV MANIA;
7. Premiată la „Gala Femeilor de Succes”, 2006: „Premiul de Excelență - Simbol feminin pentru caritate”, „Cea mai bună moderatoare TV”.
8. Primul loc în topul celor mai de succes femei din media din România (și pe locul 29 în ierarhia generală) în urma studiului „Cele mai de succes 50 de femei din România” realizat de revista Capital.
9. Diploma de recunoaștere „10 ani de excelență în activitate”, pentru merite și realizări deosebite în domeniul mass-media, acordată de revista Avantaje. (februarie 2008)
10. Premiul „Cel mai durabil show de succes de televiziune”, obținut la „Gala Celebrităților”. (iunie 2008)
11. "Premiul de Excelență TV Mania pentru 10 ani de carieră în top ca moderator și producător de televiziune”, obținut la „Premiile Tv Mania 2008”.
12. Premiul „Cea mai bună imagine feminină la nivel internațional", obținut în cadrul Galei "Femeile de succes ale anului 2008".
13. „Premiul VIP - evenimentul lunii" pentru Andreea Marin, ca promotor voluntar al campaniei „România prinde rădăcini", alături de UNICEF și Realitatea TV.
14. „Diploma de Recunoștință”, acordată Fundației Prețuiește Viața pentru gestul de solidaritate demonstrat prin contribuția la Teledonul UNICEF – Realitatea TV „HAITI – Copiii haosului" în ajutorul copiilor afectați de cutremurul din 12 ianuarie 2010.
15. Premiată în cadrul Galei „Life goes on” cu trofeul pentru „Angajament social pe termen lung” (Austria 2010)
16. Premiu Comisia Europeană pentru aportul voluntar adus la Campania „Școala te face mare”, premiul a fost obținut în cadrul Balului de Caritate, ediția 2010, inițiat de Leslie Hawke.
17. Premiată la „Gala Femeilor de Succes”: „Cea mai populară femeie a anului 2010” (februarie 2011)
18. Premiată în cadrul Galei „Femeia contează”, la categoria Implicare socială. (iunie 2011)
19. Premiul Forget-Me-Not acordat în cadrul Galei Valentine’s Day Charity Ball de către Blue Heron Foundation pentru contribuția la îmbunătățirea vieților oamenilor defavorizați (februarie 2012)
20. Premiul Special pentru diversitatea acțiunii în sprijinul comunității acordat în cadrul Galei Celebrity Awards – Aristocrat & Story (mai 2012)
21. Decembrie 2013: Premiul pentru cea mai votată copertă în cadrul Galei Ce se întâmplă doctore?
22. Iunie 2013: Premiu special pentru Proiectul Școala mamelor  - inițiator Andreea Marin – la Gala Eva.ro